# بهرام بهرامیان
بهرام بهرامیان (محمد بهرامیان) کارگردان و فیلم‌نامه‌نویس اهل ایران است.

## فیلم‌شناسی

### سینما
| سال  | فیلم             | اکران | نقش      |
| ---- | ---------------- | ----- | -------- |
| ۱۳۹۹ | نقره داغ         | ۱۴۰۱  | بازیگر   |
| ۱۳۹۸ | ملاقات با جادوگر | ۱۴۰۲  | بازیگر   |
| ۱۳۹۱ | آینه شمدون       | ۱۳۹۲  | کارگردان |
| ۱۳۸۹ | پریناز           | ۱۳۹۶  | کارگردان |
| ۱۳۸۸ | آل               | ۱۳۸۹  | کارگردان |

### تلویزیون
| سال  | عنوان         | کارگردان            | تعداد قسمت‌ها | توضیحات        |
| ---- | ------------- | ------------------- | ------------ | -------------- |
| ۱۳۸۳ | مشق عشق       | آری                 | ۱۸           | پخش از شبکه یک |
| ۱۳۸۶ | ساعت شنی      | آری                 | ۲۶           | پخش از شبکه یک |
| ۱۳۸۷ | سه در چهار    | آری (کارگردان هنری) | ۲۷           | پخش از شبکه یک |
| ۱۳۹۰ | سقوط یک فرشته | آری                 | ۲۸           | پخش از شبکه یک |
| ۱۳۹۴ | جاده قدیم     | آری                 | ۲۰           | پخش از شبکه یک |
| ۱۳۹۸ | از یادها رفته | آری                 | ۲۵           | پخش از شبکه یک |